# Willie Buchanon
Willie James Buchanon (Oceanside, 4 novembre 1950) è un ex giocatore di football americano statunitense che ha militato nel ruolo di cornerback nella National Football League. Fu scelto come settimo assoluto nel Draft NFL 1972 dai Green Bay Packers. Al college ha giocato a football alla San Diego State University.

## Carriera professionistica
Willie Buchanon fu scelto come settimo assoluto nel Draft 1972. Nella sua prima stagione mise a segno 4 intercetti, venendo premiato come rookie difensivo dell'anno. Nel 1978 guidò la NFC con 9 intercetti, quattro dei quali il 24 settembre contro i San Diego Chargers, pareggiando un record NFL ancora attivo, la prima volta stabilito da Sammy Baugh nel 1943. Buchanon trascorse le ultime quattro stagioni da professionista proprio ai San Diego Chargers, dove pareggiò il record NFL per il maggior numero di fumble recuperati in una partita nel 1981.

## Palmarès
- Convocazioni al Pro Bowl: 3

1973, 1974, 1978
- All-Pro: 1

1978
- Rookie difensivo dell'anno - 1972
- Green Bay Packers Hall of Fame
- Formazione ideale del 50º anniversario dei San Diego Chargers
- Numero 28 ritirato dai San Diego State Aztecs
- Record NFL maggior numero di intercetti in una partita - 4 (condiviso)

## Statistiche
| Intercetti | 28 |